# Охорона здоров'я в Тернопільській області
Охорона здоров'я в Тернопільській області — мережа медичних закладів Тернопільської області, яка забезпечує комплексну профілактику та лікування мешканців області.

## Історія
Свідчення про здоров'я мешканців Тернопільського повіту маємо за 1860—1890 роки.
У 1890 році на території повіту було 16890 домів, у яких проживало 120006 жителів, з них 1575 військових, чоловіків — 59482 (49,56 %), жінок — 60524 (50,44 %). На один дім пересічно припадало 7,01 мешканця, на 1 км² — 101. Працездатна людність (від 15 до 60) складала 69681 особу, 60 років і старші — 4706. Від 1881 до 1890 включно в повіті народилося живими 54338 дітей, пересічно за рік — 5554, що становить 48,31 новонароджених на 1000 мешканців. Померло більше 40 тисяч або 34,8 померлих на 1000 мешканців. Природний приріст відповідно становив 13,5. Смертність немовлят становила 259,9 на 1000 живонароджених, до 6 років з новонароджених доживало лише 56,3 % або кожна друга дитина. Основною причиною смерті дітей були гострі інфекційні захворювання. Це стосується і дорослих. Від інфекційних захворювань щорічно вмирало більше 1000 осіб, це біля 25 % від усіх померлих. Відомо також, що на території повіту проживало: сліпих (на обидва ока) — 122, глухонімих — 95, психічнохворих — 52 та осіб з розумовою відсталістю — 23. Працювало 15 лікарів та 169 акушерок, один лікар припадав на 8000 жителів. У Тернополі функціонував «повшехний» шпиталь на 70-85 ліжок та єврейський шпиталь на 40 ліжок, працювало також 3 фармацевти, дві аптеки.
У роки Першої світової війні на Тернопільщині починається голод, спалахують епідемії інфекційних захворювань, зростає загальна смертність, особливо немовлят. У Тернополі працює військовий шпиталь для січових стрільців.
За час двомісячного існування Галицької соціалістичної радянської республіки в окремих повітах створені органи охорони здоров'я. У Тернополі при повітовій державній владі існувала т. з. санітарна комісія на правах відділу, з ініціативи якої в першій декаді серпня 1920 в місті відкрито чотири лікарні на 166 ліжок, 4 загальних та 4 зуболікарські амбулаторії.
У 1920—1939 Тернопіль стає воєводським центром, у якому розмістилися воєводське управління. У склад управління входив уряд здоров'я з директором і чисельним апаратом. У 1930-і уряд здоров'я підпорядковується «відділу праці, громадської опіки та громадського здоров'я». На медичний управлінський апарат покладено ряд функцій, зокрема, контролюючу, статистичну, методично-організаційну, переспеціалізацію лікарів, що працювали в осередках здоров'я (підготовка з питань фтизіатрії, трахоми, алкоголізму, тощо). Щорічно відділом складався звіт про охорону здоров'я на підставі звітів повітових лікарів, відбувалися з'їзди повітових лікарів.
За архівними даними, у воєводстві в ті роки проживало 1268638 жителів. У 1932 зареєстровано таку кількість інфекційних (заказьних) хвороб та смертних випадків від них:
| Хвороба       | Число захворювань | Число померлих | Летальність, % |
| ------------- | ----------------- | -------------- | -------------- |
| Черевний тиф  | 171               | 17             | 9,9            |
| Плямистий тиф | 91                | 13             | 14,3           |
| Різачка       | 17                | 3              | 17,6           |
| Туберкульоз   | 791               | 325            | 41,1           |
| Трахома       | 766               | -              | -              |
| Шкарлятина    | 897               | 111            | 12,4           |
| Менінгіт      | 394               | 28             | 7,1            |
| Кір           | 1171              | 14             | 1,2            |

Забезпеченість медичною допомогою мешканців Східної Галичини була значно гіршою в порівнянні з Польщею. В одному з архівних документів вказано, що 1938 у воєводстві забезпеченість ліжками складала 5,8 на 10000 жителів.
Вартість медичної послуги (лікарська порада в офісі або при обслуговуванні вдома, в нічні та святкові дні, вартість різноманітних маніпуляцій) встановлювалася Міністерством скарбів (фінансів). Наприклад, лікарська порада в офісі коштувала 75 грошів, вдома — 1 злотий 50 грошів, довенне вливання — 5 злотих.
Амбулаторно-поліклінічна допомога мешканцям воєводства надавалась осередками здоров'я, до складу яких входили «пшиходні» (спеціальні прийоми), касами хворих (страхова медицина) та приватно практикуючими лікарями. Зокрема, в 1930 у воєводстві нараховувалося 24 осередки здоров'я, 5 самостійних «пшиходнів», 25 протитуберкульозних, 31 протитрахомний і 5 венерологічних спеціалізованих прийомів, у 1938 — 51 осередок здоров'я та 10 самостійних «пшиходнів». Функціонувало 13 станцій «опіки над матір'ю та дитиною» молочних кухонь.
У «пшиходнях» за рік лікувалося 17 тис. хворих, яким надавалося 76086 лікарських порад (діагностика та лікування) та 18118 порад на рівні середнього медичного персоналу. Утримання осередків здійснювалося за рахунок загальнодержавних коштів (незначні суми), коштів місцевого самоврядування (основна сума) та пожертвувань. На утримання всіх осередків витрачалося пересічно 120500 злотих щороку.
У воєводстві функціонувало 75 аптек, 23 дрогереї, 38 пунктів видачі ліків. Стаціонарна допомога мешканцям воєводства надавалася 9 «повшехними» (простолюдними) шпиталями, де було розгорнуто 740 ліжок, 4 «жидівськими» шпиталями на 90 ліжок, 2 фундаційними шпиталями (утримувалися за рахунок пожертвувань) на 69 ліжок та одним приватним шпиталем на 16 ліжок. На кінець 1928 у шпиталях розгорнуто 915 ліжок (1 ліжко на 1500 мешканців), лікувалося 15080 хворих. У 1938 кількість ліжок у шпиталях збільшилася до 969, з них 129 інфекційних, працювало 374 лікарі, частина яких утримувалась державою, більша частина — за рахунок місцевого самоврядування і невелика частина — за рахунок фонду медичного страхування.
У складі воєводського уряду здоров'я були директор, 3 інспектори (з лікувальної справи, фармації і квартир), начальник канцелярії, 2 урядовці (з рахунків та канцелярії), 2 машиністи, помічник-референт, возний гонець (посильний), 22 повітових лікарі, 10 повітових наглядачів здоров'я, 2 лікарі, що забезпечували медичне обслуговування упорядників, та один санітар. У Тернопільському повіті (м. Тернопіль, навколишні села, містечко Микулинці і Козлів) працювало 50 лікарів, з них один повітовий, 4 міських, 7 лікарів повітового шпиталю, 3 лікарів «осередків здоров'я». У 1934 начальником (директором) уряду здоров'я був Чеслав Киявський, лікарським інспектором Генріх Файї, фармацевтичним інспектором Вітольд Саскі, інспектором по «пєлєгнярству» панна Пікулувна. Наприкінці 1930-х доктора Киявського змінює Ян Данієльський.
За час першого приходу «совєтів» (1939—1941) на керівні посади призначено присланих зі східних областей осіб. На початку 1940 радянська влада розгорнула в області 180 медичних закладів, у яких працювало 388 лікарів і 549 середніх медичних працівників. У Тернополі в ці роки функціонувала лікарня на 160 ліжок, поліклініка на базі «каси хворих», пункти здоров'я на промислових підприємствах. Були відкриті протитуберкульозна лікарня та диспансер, жіноча та дитяча консультації. Директором лікарні в Тернополі був доктор Богдан Свистун.
За час нацистської окупації кількість лікарів різко зменшилася: лікарі-євреї були ув'язнені до «гетто», а відтак знищені, вагома частина лікарів-поляків покинула область. Медичну допомогу надавали в приватному порядку, в основному, вцілілі лікарі-українці. Крім того, діяв «повшехного» шпиталю.
Після другого приходу «совєтів», влада вишукувала будинки власників, що добровільно або вимушено залишили область, для пристосування їх під медичні заклади, які укомплектовуються приїжджим або відрядженим персоналом. У 1944—1945 поновлюються лікарні, амбулаторії та поліклініки, пункти здоров'я, тощо, відкриваються нові медичні заклади — обласна станція переливання крові, санітарно-авіаційна станція, шкірно-венерологічна лікарня на 25 ліжок, функціонує 25 аптек. У складі облвиконкому створюється обласний відділ охорони здоров'я, першим завідувачем якого стає О. Рябушенко, пізніше завідувачами були О. Устенко та В. Титар. У 1947 відбулось об'єднання амбулаторно-поліклінічних закладів з лікарнями (стаціонарами). У 1948—1949 створюється обласна лікарня, яку спочатку відкрито на базі міської лікарні («повшехного» шпиталю). Першим головним лікарем стає Михайло Ляпіс. У 1948 в Тернополі почав функціонувати обласний онкологічний диспансер.
Станом на 1 листопада 1963 в області діє 110 лікарень і диспансерів на 8530 ліжок, 6 санаторіїв на 1025 ліжок, 839 фельдшерсько-акушерських пунктів, 96 медичних пунктів, 356 колгоспних пологових будинків; на охорону здоров'я виділено 19 млн 879 тис. карбованців

## Мережа закладів

### Госпітальні округи
- Бережанський госпітальний округ
- Кременецький госпітальний округ
- Тернопільський госпітальний округ
- Чортківський госпітальний округ

### Відділи охорони здоров'я
Управління охорони здоров'я Тернопільської обласної державної адміністрації
| № п/п | Назва закладу                                                                 | Адреса                                           | Керівник закладу                | Контакти |
| ----- | ----------------------------------------------------------------------------- | ------------------------------------------------ | ------------------------------- | -------- |
| 1     | Відділ охорони здоров'я та медичного забезпечення Тернопільської міської ради | 46001, б-р Тараса Шевченка, 1, м. Тернопіль      | Ростислав Дмитрович Левчук      | Сайт     |
| 2     | Відділ охорони здоров'я Бережанської районної державної адміністрації         | 47550, вул. С. Бандери, 21, м. Бережани          | ?                               |          |
| 3     | Відділ охорони здоров'я Борщівської районної державної адміністрації          | 48702, вул. С. Бандери, 108, м. Борщів           | Ігор Віталійович Мамчур         |          |
| 4     | Відділ охорони здоров'я Бучацької районної державної адміністрації            | 48400, майдан Волі, 1, м. Бучач                  | вакантна посада                 |          |
| 5     | Відділ охорони здоров'я Гусятинської районної державної адміністрації         | 48201, вул. Пушкіна, 1, смт Гусятин              | Євген Романович Пожарнюк        |          |
| 6     | Відділ охорони здоров'я Збаразької районної державної адміністрації           | 47330, вул. Павлова, 2, м. Збараж                | Василь Іванович Гнойовий        |          |
| 7     | Відділ охорони здоров'я Зборівської районної державної адміністрації          | 47201, вул. Богдана Хмельницького, 17, м. Зборів | вакантна посада                 |          |
| 8     | Відділ охорони здоров'я Козівської районної державної адміністрації           | 47600, вул. Зелена, 19, м. Козова                | вакантна посада                 |          |
| 9     | Відділ охорони здоров'я Кременецької районної державної адміністрації         | 47080, вул. Горбача, 1, м. Кременець             | Олександр Леонідович Прокопович |          |
| 10    | Відділ охорони здоров'я Підволочиської районної державної адміністрації       | 47800, вул. Д. Галицького, 80, м. Підволочиськ   | Жанна Валентинівна Герасій      |          |
| 11    | Відділ охорони здоров'я Теребовлянської районної державної адміністрації      | 48100, вул. Шевченка, 1, м. Теребовля            | вакантна посада                 |          |
| 12    | Відділ охорони здоров'я Чортківської районної державної адміністрації         | 48500, вул. Й. Сліпого, 1, м. Чортків            | Ігор Степанович Швидюк          |          |

### Навчальні заклади
- Тернопільський державний медичний університет імені І. Я. Горбачевського
- Чортківський державний медичний коледж
- Медичний коледж (приватний)
- Кременецьке медичне училище імені Арсена Річинського
- Тернопільська загальноосвітня школа-медичний ліцей № 15

### Бібліотеки
- Тернопільська обласна наукова медична бібліотека
- Бібліотека Тернопільського державного медичного університету імені І. Я. Горбачевського

### Обласні лікарні
- КУТОР[5] «Тернопільська університетська лікарня»
- Тернопільська обласна комунальна клінічна психоневрологічна лікарня
- КУТОР «Тернопільська обласна дитяча клінічна лікарня»

### Диспансери
- КУТОР «Тернопільський обласний клінічний онкологічний диспансер»
- КУТОР «Тернопільський обласний клінічний шкірно-венерологічний диспансер»
- КУТОР «Обласний наркологічний диспансер»
- Тернопільський обласний комунальний протитуберкульозний диспансер
- Тернопільський обласний комунальний лікарсько-фізкультурний диспансер

### Районні лікарні
- Бережанська
- Борщівська
- Бучацька
- Гусятинська
- Заліщицька
- Збаразька
- Зборівська
- Козівська
- Кременецька
- Лановецька
- Монастириська
- Підволочиська
- Підгаєцька
- Теребовлянська
- Тернопільське територіальне медичне об'єднання
- Чортківська
- Шумська

### Санаторії
- Заліщицький обласний комунальний дитячий санаторій
- Бережанський обласний комунальний дитячий гастроентерологічний санаторій
- Кременецький обласний дитячий психоневрологічний санаторій
- Яблунівський обласний комунальний дитячий протитуберкульозний санаторій
- Язловецький обласний протитуберкульозний санаторій
- Микулинецька обласна фізіотерапевтична лікарня реабілітації

### Медичні центри

#### Комунальні
- Тернопільський обласний клінічний перинатальний центр «Мати і дитина»
- Тернопільській обласний центр служби крові
- Інформаційно-аналітичний центр медичної статистики
- Обласний центр медико-соціальної експертизи
- Обласний комунальний центр профілактики і боротьби зі СНІДом

### Інші
- Обласний спеціалізований будинок дитини
- Обласне бюро судово-медичної експертизи
- Обласне патологоанатомічне бюро